# Himmeroder Hof (Ürzig)

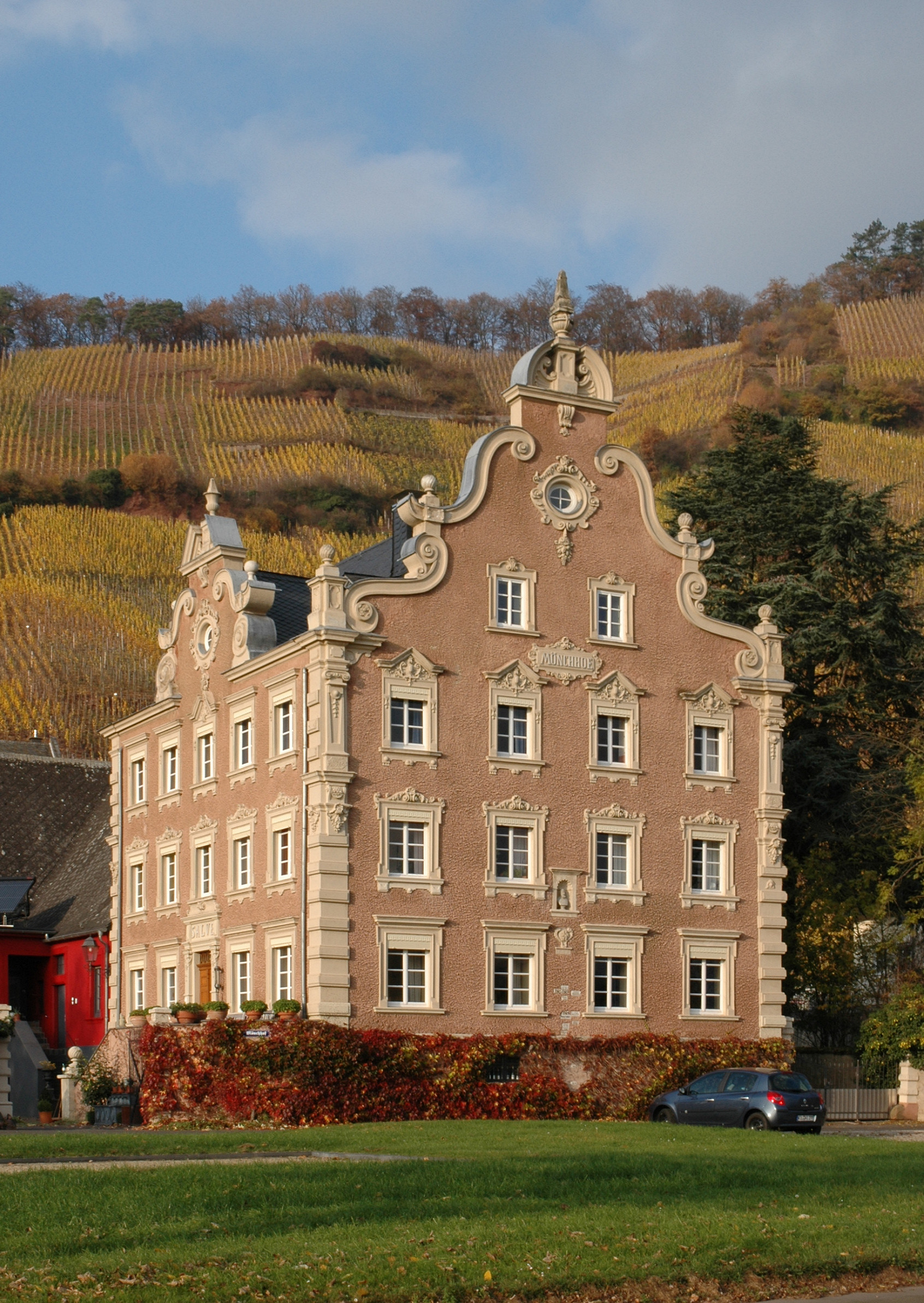
Himmeroder Hof

Der Himmeroder Hof in Ürzig, einer Ortsgemeinde an der Mittelmosel im Landkreis Bernkastel-Wittlich in Rheinland-Pfalz, wurde ursprünglich im Jahr 1574 errichtet. Das Gebäude mit der Adresse Moselufer 43 ist ein geschütztes Baudenkmal.

## Geschichte
Von dem Gebäudeensemble, das ursprünglich ein Hof der Abtei Himmerod gewesen war, hat sich nur das im Jahr 1574 errichtete Wohnhaus erhalten. Es wird auch als Mönchshof bezeichnet. Im Jahr 1822 wurde das Haus umgebaut und 1898 mit einer aufwändigen Neorenaissancefassade versehen. Das Haus mit vier zu fünf Achsen besitzt profilierte Fensterrahmungen und teilweise Schmuckgiebel über den Fenstern. Die Eckquaderung ist reich mit Ornamenten verziert.